# رابرت اگنیو (جرم‌شناس)
رابرت اگنیو (جرم‌شناس) (به انگلیسی: Robert Agnew (criminologist))؛ (زادۀ 1 دسامبر 1953، در آتلانتیک سیتی، نیوجرسی) استاد ساموئل کندلر دابز در جامعه‌شناسی در دانشگاه اموری است. و رئیس سابق انجمن جرم‌شناسی آمریکا. او ارائه دهنده نظریه فشار عمومی است.

## کتاب شناسی

### کتاب
- آینده نظریه آنومی. بوستون: انتشارات دانشگاه نورث ایسترن (1997) (ویرایش شده با نیکو پاساس)
- نظریه جرم شناسی: گذشته تا حال. نسخه 3 بعدی. نیویورک: انتشارات دانشگاه آکسفورد (2006) (ویرایش اول 1999) (ویرایش با فرانسیس تی. کالن)
- بزهکاری نوجوانان: علل و کنترل. نسخه سه بعدی. نیویورک: انتشارات دانشگاه آکسفورد (2009) (نسخه اول 2001)
- چرا مجرمان توهین می کنند؟ نظریه عمومی جنایت و بزهکاری. نیویورک: انتشارات دانشگاه آکسفورد (2005)
- تحت فشار به جنایت: مروری بر نظریه کلی فشار. نیویورک: انتشارات دانشگاه آکسفورد (2006)
- آنومی، فشار و نظریه های خرده فرهنگی جنایت. برلینگتون، وی تی: اشگیت (2010) (ویرایش با جوآن کافمن)
- به سوی جرم شناسی یکپارچه: ادغام فرضیات در مورد جرم، مردم و جامعه. نیویورک: NYU Press (2011)

### فصل هایی از کتاب
- سهم نظریه فشار اجتماعی-روانشناختی در تبیین جرم و بزهکاری. «پیشرفت‌ها در نظریه جرم‌شناسی: میراث نظریه آنومی»، جلد 6، ویرایش شده توسط فردا آدلر و ویلیام لافر. نیوبرانزویک، نیوجرسی: تراکنش (1995)
- ثبات و تغییر در جرم و جنایت در طول زندگی: توضیح نظریه فشار. «پیشرفت‌ها در نظریه جرم‌شناسی: نظریه‌های تکاملی جرم و بزهکاری»، جلد 7، ویرایش شده توسط ترنس پی. تورنبری. نیوبرانزویک، نیوجرسی: تراکنش (1997)
- رویکرد نظریه کرنش عمومی به خشونت. خشونت: از تئوری تا تحقیق، ویرایش شده توسط مارگارت آ. زان، هنری براونشتاین، و شلی ال جکسون. لکسیس‌نکسیس / انتشارات اندرسون (2005)
- نظیه فشار عمومی: پیشرفت ها و جهت گیری های اخیر برای تحقیقات بیشتر. پیشرفت در نظریه جرم شناسی: بررسی وضعیت: وضعیت نظریه جرم شناسی، جلد 15، ویرایش شده توسط فرانسیس تی. کالن، جان رایت، و میشل کلمن. نیوبرانزویک، نیوجرسی: تراکنش (2006)
- احیای مرتن: نظریه فشار عمومی. «پیشرفت‌ها در نظریه جرم‌شناسی: ریشه‌های جرم‌شناسی آمریکایی»، جلد 16، ویرایش شده توسط فرانسیس تی. کالن، فردا آدلر، چرل لرو جانسون، و اندرو جی. مایر. نیوبرانزویک، نیوجرسی: تراکنش (2009)
- کنترل جرم: توصیه هایی از نظریه فشار عمومی. جرم شناسی و سیاست عمومی، ویرایش شده توسط هیو بی بارلو و اسکات اچ. دکر. فیلادلفیا: انتشارات دانشگاه تمپل (2009)

### مقالات
- نظریه سویه تجدید نظر شده بزهکاری. نیروهای اجتماعی 64:151-167 (1985)
- آزمون طولی تئوری کرنش اصلاح شده. مجله جرم شناسی کمی 5:373-387 (1989)
- بنیاد یک نظریه فشار عمومی بزهکاری. جرم شناسی 30:47-87 (1992)
- آزمون تجربی نظریه کرنش عمومی. جرم شناسی 30:475-499 (1992) (با هلن راسکین وایت)
- نظریه فشار عمومی تفاوت های جامعه در نرخ جرم. مجله تحقیقات در جرم و بزهکاری 36:123-155 (1999)
- بر پایه نظریه فشار عمومی: تعیین انواع فشارهایی که بیشترین احتمال منجر به جنایت و بزهکاری را دارند. مجله تحقیقات در جرم و بزهکاری 38 (4): 319-352 (2001)

### گزارش های فنی
- توسعه یک ابزار ارزیابی ریسک برای دادگاه نوجوانان شهرستان دی کالب (1992)
- ابزار ارزیابی ریسک برای دادگاه نوجوانان شهرستان فولتون (1993)